# Ameridion armouri
Ameridion armouri är en spindelart som först beskrevs av Claude Lévi 1959.  Ameridion armouri ingår i släktet Ameridion och familjen klotspindlar. Inga underarter finns listade i Catalogue of Life.